# Stephen Hunter (Schauspieler)

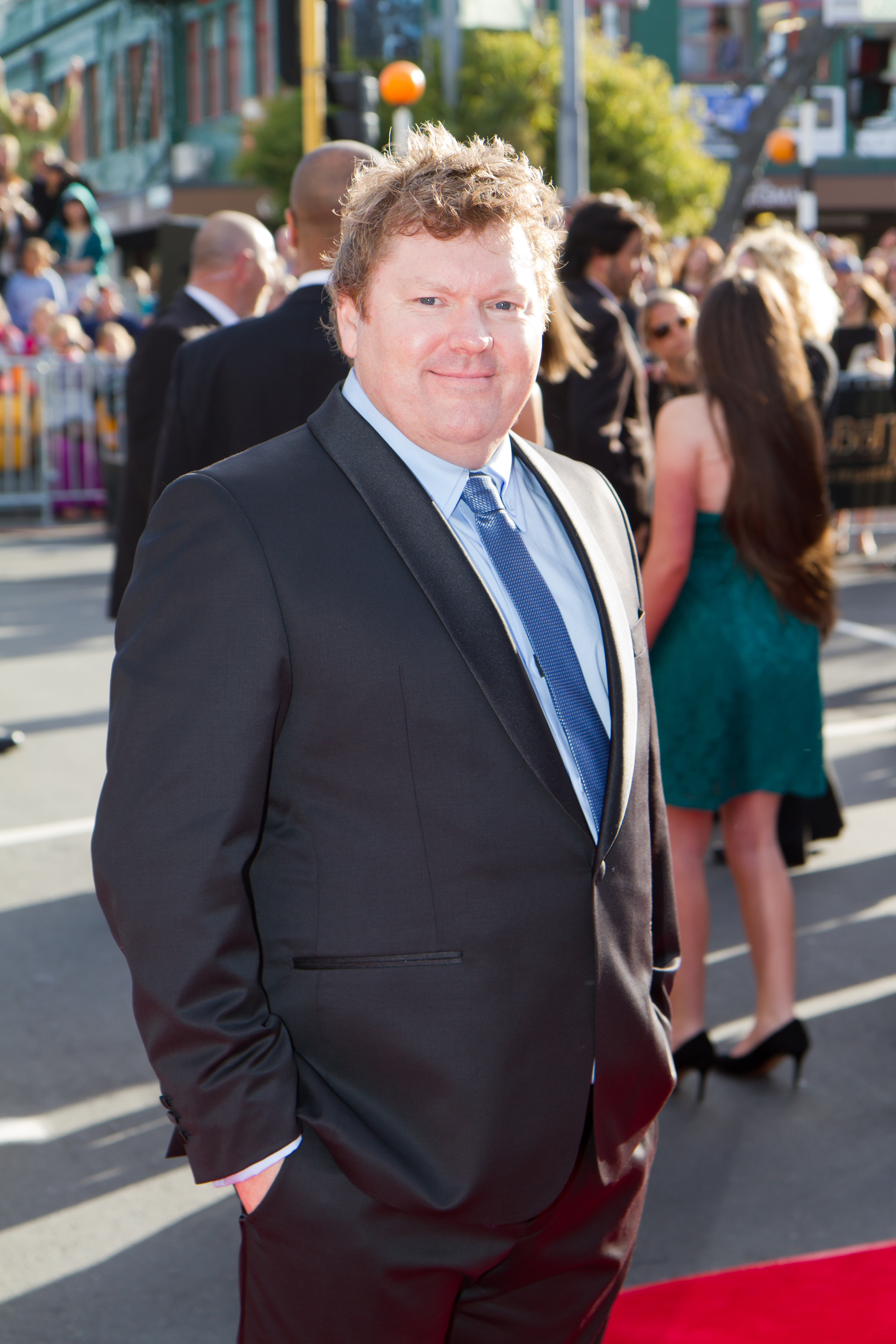
Stephen Hunter bei der Premiere von Der Hobbit: Eine unerwartete Reise (2012)

Stephen John Hunter (* 28. Oktober 1968 in Wellington, Neuseeland) ist ein neuseeländischer Schauspieler, der durch seine Rolle des Bombur in der Hobbit-Trilogie international bekannt wurde. Er ist außerdem als Synchronsprecher tätig.

## Karriere
Hunter lebt überwiegend in Sydney in Australien. Er spielte vor allem kleinere Rollen in neuseeländischen oder australischen Fernsehserien. In der Filmtrilogie Der Hobbit verkörperte er zwischen 2012 und 2014 den adipösen Zwerg Bombur. Anschließend spielte er in mehreren Film- und Fernsehserienproduktionen mit und erhielt auch wiederkehrende Rollen. 2022 erhielt er eine Nebenrolle im Blockbuster Thor: Love and Thunder. Danach bekam er größere wiederkehrende Rollen in den Miniserien Barons und The Messenger.

## Filmografie (Auswahl)

### Schauspiel
- 1995: Ladies Night
- 2002: Street Legal (Fernsehserie, Episode 3x12)
- 2003: Mercy Peak (Fernsehserie, Episode 2x17)
- 2005–2008: All Saints (Fernsehserie, 3 Episoden, verschiedene Rollen)
- 2006: Love my Way (Fernsehserie, 5 Episoden)
- 2010: Review with Myles Barlow (Fernsehserie, Episode 2x03)
- 2010: Spirited (Fernsehserie, Episode 1x04)
- 2011: Rescue Special Ops (Fernsehserie, Episode 3x03)
- 2012: Der Hobbit: Eine unerwartete Reise (The Hobbit: An Unexpected Journey)
- 2013: Ca$h Cow: A 63% True Story (Kurzfilm)
- 2013: Der Hobbit: Smaugs Einöde (The Hobbit: The Desolation of Smaug)
- 2014: Field Punishment No.1 (Fernsehfilm)
- 2014: Der Hobbit: Die Schlacht der Fünf Heere (The Hobbit: The Battle of the Five Armies)
- 2014: Jimbo the Romantic (Kurzfilm)
- 2015: UNindian
- 2015–2021: Home and Away (Fernsehserie, 3 Episoden, verschiedene Rollen)
- 2016: A Skype EX-Change (Kurzfilm)
- 2016: Janet King (Fernsehserie, 4 Episoden)
- 2016: Messiah (Kurzfilm)
- 2016: Killing Ground
- 2016: Rosehaven (Fernsehserie, Episode 1x03)
- 2017: The Leftovers (Fernsehserie, Episode 3x04)
- 2017: Blue World Order
- 2017: Wolf Creek (Fernsehserie, 2 Episoden)
- 2018: The Merger
- 2018: Sink Hole (Kurzfilm)
- 2018: Wanted (Fernsehserie, 2 Episoden)
- 2018: Road Train (Kurzfilm)
- 2019: Fresh Eggs (Fernsehserie, 4 Episoden)
- 2019: Reef Break (Fernsehserie, 7 Episoden)
- 2019: Two Heads Creek
- 2019: The Whistleblower (Chui shao ren)
- 2020: Flucht aus Pretoria (Escape from Pretoria)
- 2020: Halifax: Retribution (Fernsehserie, Episode 1x01)
- 2020: Kinder des Zorns (Children of the Corn)
- 2021: Wakefield (Miniserie, 3 Episoden)
- 2021: Born to Spy (Miniserie, Episode 1x01)
- 2022: The Tourist: Duell im Outback (The Tourist, Fernsehserie, 2 Episoden)
- 2022: Ruby’s Choice
- 2022: Barons (Miniserie, 8 Episoden)
- 2022: Thor: Love and Thunder
- 2022: Heartbreak High (Fernsehserie, 3 Episoden)
- 2022: Nach dem Prozess (After the Verdict, Fernsehserie, Episode 1x06)
- 2022: The Party Job
- 2023: Ten Pound Poms (Fernsehserie, Episode 1x02)
- 2023: Mother Tongue (Kurzfilm)
- 2023: The Messenger (Miniserie, 7 Episoden)
- 2024: Return to Paradise (Fernsehserie, Episode 1x01)
- 2025: Optics (Fernsehserie, 2 Episoden)
- 2025: Bay of Fires (Fernsehserie, Episode 2x06)

### Synchronisationen (Auswahl)
- 2009: CJ the DJ (Zeichentrickserie, Episode 1x13)
- 2023: The Adventures of Sleepy the Magical Bear: The Movie